# Безлесное (Саратовская область)
Безлесное — село в Балашовском районе Саратовской области России. Входит в состав Новопокровского муниципального образования. Впервые упоминается на французских картах для Наполеона Бонапарта в 1800 году, под названием Безлесовка. Ныне село заброшено.
До революции 1917 года в селе функционировал кирпичный завод, славившийся далеко за пределами уезда.
Жители села занимались различными ремеслами. В конце 80-х годов 20 в. начался массовый отток населения, на фоне политико-социальных изменений в СССР.

## География
Село находится в западной части Саратовского Правобережья, в пределах Окско-Донской равнины, в степной зоне, на берегах реки Мелик, на расстоянии примерно 26 километров (по прямой) к северо-востоку от города Балашова. Абсолютная высота — 144 метра над уровнем моря.
Климат
Климат характеризуется как умеренно континентальный с холодной малоснежной зимой и сухим жарким летом. Среднегодовая температура воздуха — 4,3 — 4,7 °C. Средняя многолетняя температура самого холодного месяца (января) составляет −11,1 °С (абсолютный минимум — −39 °С), температура самого тёплого (июля) — 20,7 °С (абсолютный максимум — 39 °С). Средняя продолжительность безморозного периода 145—155 дней. Среднегодовое количество атмосферных осадков — 476 мм, из которых 200—300 мм выпадает в период с апреля по октябрь. Снежный покров держится в среднем 130—135 дней в году.
Часовой пояс
Село Безлесное, как и вся Саратовская область, находится в часовой зоне МСК+1. Смещение применяемого времени относительно UTC составляет +4:00.

## Население
| 2010 |
| ---- |
| 25   |

Половой состав
По данным Всероссийской переписи населения 2010 года в половой структуре населения мужчины составляли 60 %, женщины — соответственно 40 %.
Национальный состав
Согласно результатам переписи 2002 года, в национальной структуре населения русские составляли 100 % из 35 чел.